# Internationale Schweizer Eishockeymeisterschaft 1919/20
Die Saison 1919/20 war die fünf reguläre Austragung der Internationalen Schweizer Eishockeymeisterschaft. Meister wurde der HC Rosey Gstaad.

## Meisterschaft

### Vorrunde
- HC Château-d’Oex – HC Bellerive Vevey II 5:0
- HC Servette II – HC Bern 2:0

### Viertelfinal
- HC Rosey Gstaad – HC Caux 11:0
- HC Bellerive Vevey – HC Château-d’Oex 4:1
- HC Servette – HC La Villa 6:3
- HC Nautique-Genève – HC Servette II 1:0

### Halbfinal
- HC Rosey Gstaad – HC Bellerive Vevey 4:0
- HC Servette – HC Nautique-Genève 7:2

### Final
- HC Rosey Gstaad – HC Servette 3:2